# Jean-Emile Tamini
Jean-Emile Tamini (* 5. Oktober 1872 in Saint-Léonard; † 14. Mai 1942 in Uvrier, Gemeinde Sitten) war ein Schweizer Geistlicher, Lehrer und Historiker.

## Leben
Jean-Emile Tamini war der Sohn von Jean-Marie Tamini, der von einer italienischen Familie aus Mergozzo abstammte, und Catherine Tamini geb. Ferraris. Er besuchte das Kollegium in Saint-Maurice und studiert seit 1893 Theologie in Sitten und Innsbruck, wo er 1896 die Priesterweihe empfing. Von 1897 bis 1906 war er Lehrer in Sitten, Monthey und Vex. 1906 wurde er als Pfarrer in Venthône eingesetzt, 1920 in Bex, Kanton Waadt, und seit 1933 war er Spitalseelsorger in Sitten.
Tamini war Mitglied des Walliser Erziehungsrats und wurde von Bischof Viktor Bieler 1936 zum Ehrendomherrn an der Kathedrale von Sitten ernannt.
Als Historiker forschte er zur Geschichte des Kantons Wallis, zu Biografien von Walliser Persönlichkeiten und zu vielen Ortschaften im Kanton. Er war Autor mehrerer Artikel des Historisch-Biographischen Lexikons der Schweiz und Mitglied der Société d’Histoire du Valais romand.

## Schriften (Auswahl)
- Essai de monographie de Sierre. In: Annales valaisannes, 4, 1923, S. 49–87.
- Les nobles de Monthey. In: Annales valaisannes, 1928, S. 165–215.
- Les Châtellenies savoyardes de la vallée du Rhône. In: Echos de Saint-Maurice, 28, 1929, S. 257–265; 29, 1930, S. 9–14.
- Saillon. In: Annales valaisannes, 10, 1935, S. 393–402.
- La cathédrale de Sion “Notre-Dame du Glarier”. In: Annales valaisannes, Serie 2, Band 3, 1940, S. 33–41.
- mit Pierre Délèze, Paul De Rivaz: Essai d’histoire du district de Conthey. 1933.
- mit Pierre Délèze: Nouvel essai de Vallesia Christiana. Saint-Maurice 1940.
- mit Lucien Quaglia: Châtellenie de Granges, Lens, Grône, St-Léonard avec Chalais-Chippis. Saint-Maurice 1942.